# Hrabstwo Cabell
Hrabstwo Cabell (ang. Cabell County) – hrabstwo w stanie Wirginia Zachodnia w Stanach Zjednoczonych. Obszar całkowity hrabstwa obejmuje powierzchnię 288,02 mil² (745,97 km²). Według szacunków United States Census Bureau w roku 2010 miało 96 319 mieszkańców.
Hrabstwo powstało w 1809 roku. 

## Miasta
- Huntington
- Milton[4]

## Wioski
- Barboursville[4]

## CDP

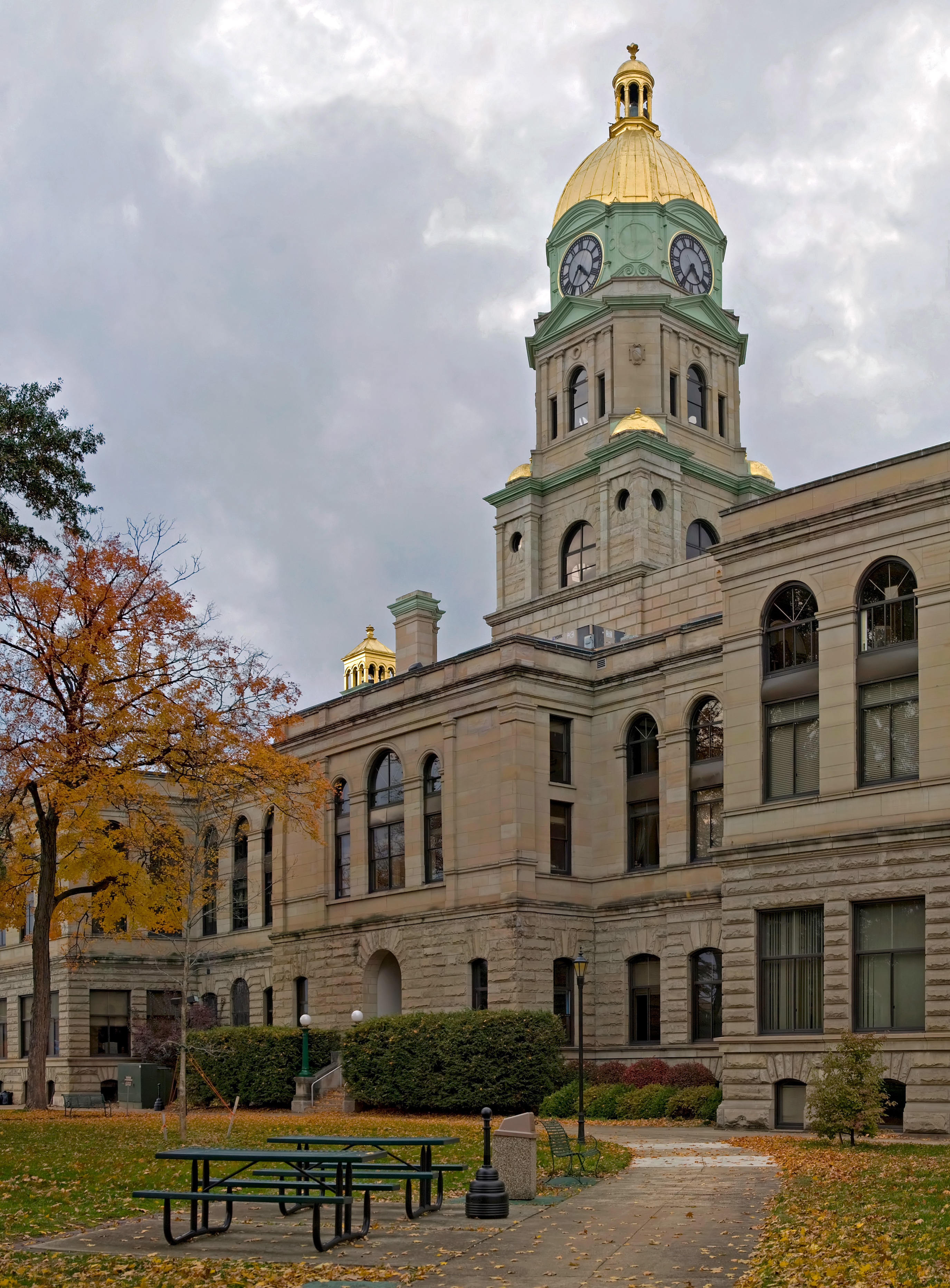
Budynek administracji (courthouse) w Huntington

- Culloden
- Lesage
- Pea Ridge
- Salt Rock[4]

| Populacja hrabstwa w poprzednich latach | Populacja hrabstwa w poprzednich latach |
| Rok                                     | Liczba ludności                         |
| --------------------------------------- | --------------------------------------- |
| 1980                                    | 106 407                                 |
| 1990                                    | 96 827                                  |
| 2000                                    | 96 784                                  |
| 2010                                    | 96 319                                  |